# Alexandre Boucicaut
Alexandre Boucicaut (nacido el 18 de noviembre de 1981 en Puerto Príncipe, Haití) es un futbolista profesional e internacional con la selección de Haití, se desempeña en el terreno de juego como mediocampista ofensivo y su actual equipo es el Atlético Vega Real de la Liga Dominicana de Fútbol.

## Carrera
Formado en el equipo más popular de Haití, el Racing Club Haitien, club donde inicia su carrera disputando la temporada 1999-2000. 
En el año 2000 Boucicaut pasa a las filas del Violette Athletic Club de la Primera División de Haití, disputando 47 partidos y anotando 22 goles en sus cuatro años.
Boucicaut es uno del número creciente de jugadores del Caribe que se unen a las filas de la Major League Soccer. Se ha convertido en el cuarto jugador de Haití en jugar en la mejor liga de fútbol de los Estados Unidos, Iniciando su carrera con el Chicago Fire. 
Boucicaut ganó el campeonato de la liga 2013 en la primera división del fútbol dominicano y fue seleccionado Jugador Más Valioso de la temporada.

## Trayectoria
| Club                   | País                 | Año             |
| ---------------------- | -------------------- | --------------- |
| Racing Club Haïtien    | Haití                | 1999 – 2000     |
| Violette Athletic Club | Haití                | 2000 – 2004     |
| Chicago Fire           | Estados Unidos       | 2004 - 2005     |
| Colorado Rapids        | Estados Unidos       | 2005 – 2006     |
| Independiente Santa Fe | Colombia             | 2006 – 2007     |
| Querétaro Fútbol Club  | México               | 2007 – 2008     |
| Violette Athletic Club | Haití                | 2008 – 2009     |
| Moca FC                | República Dominicana | 2009 – 2013     |
| San Cristóbal FC       | República Dominicana | 2013 – 2014     |
| Moca FC                | República Dominicana | 2015 – 2016     |
| RC Haïtien             | Haití                | 2017 - 2018     |
| Atlético Vega Real     | República Dominicana | 2018 – Presente |